# Monastero di Sant'Antonio e Beata Elena
Il monastero di Sant'Antonio e Beata Elena è un edificio religioso cattolico situato a Camposampiero, in provincia di Padova. 
Il complesso monastico, utilizzato dalle monache dell'Ordine di Santa Chiara, o clarisse, è ubicato nei pressi del Santuario del Noce, nell'area dei Santuari Antoniani di Camposampiero.

## Storia

### Comunità originale
Secondo la tradizione, l'antico monastero delle Clarisse fu fondato da San Francesco, probabilmente nel 1220, presso quello che oggi è il santuario Antoniano dell'Arcella. Egli, di ritorno dall'Oriente, si fermò a Padova e fondò all'Arcella un monastero di clarisse e annesso un piccolo convento di frati.
All'epoca esso era il quarto monastero di clarisse, per ordine di fondazione, e si aggiungeva a quelli di Assisi, di Firenze e di Faenza.
Sempre nel 1220, in questo monastero la beata Elena Enselmini prese i voti a 13 anni.
Nel decennio successivo, Elena restò nel monastero, affetta da seri problemi di salute.
Durante la malattia e fino alla sua morte, avvenuta nel 1231, Elena avrebbe avuto la guida e il sostegno spirituale e morale di Sant'Antonio, il quale dal 1227 viveva a Padova.
Il legame con il Santo fu tale che dopo la morte della beata Elena, le clarisse si misero sotto la sua protezione. Intorno al 1325 fu eretto un altro convento di clarisse a Padova e da allora, il primitivo convento venne chiamato “Cella Vecchia”, mentre quello nuovo “Cella nuova”.
In seguito alla guerra tra Venezia e l'imperatore Massimiliano I nel 1509, le monache dell'Arcella dovettero trasferirsi in città. Vi rimasero fino al decreto napoleonico di soppressione degli ordini religiosi del 1810. Migrata altrove, la comunità fu poi sciolta e dispersa.

### Rifondazione della comunità
Nel 1963, in occasione del settimo centenario dell'approvazione della Regola delle Clarisse di Papa Urbano IV (18 ottobre 1263) e della Traslazione del Corpo di Sant'Antonio con il rinvenimento della sua Lingua incorrotta, i frati minori conventuali della Provincia patavina pensarono di ridare vita all'antico monastero. Il luogo più congeniale venne individuato a Camposampiero, dove sorgeva il grande albero di noce su cui Sant'Antonio si ritirava a pregare nell'ultimo periodo della sua vita e dove ora sorge la chiesetta del Noce.

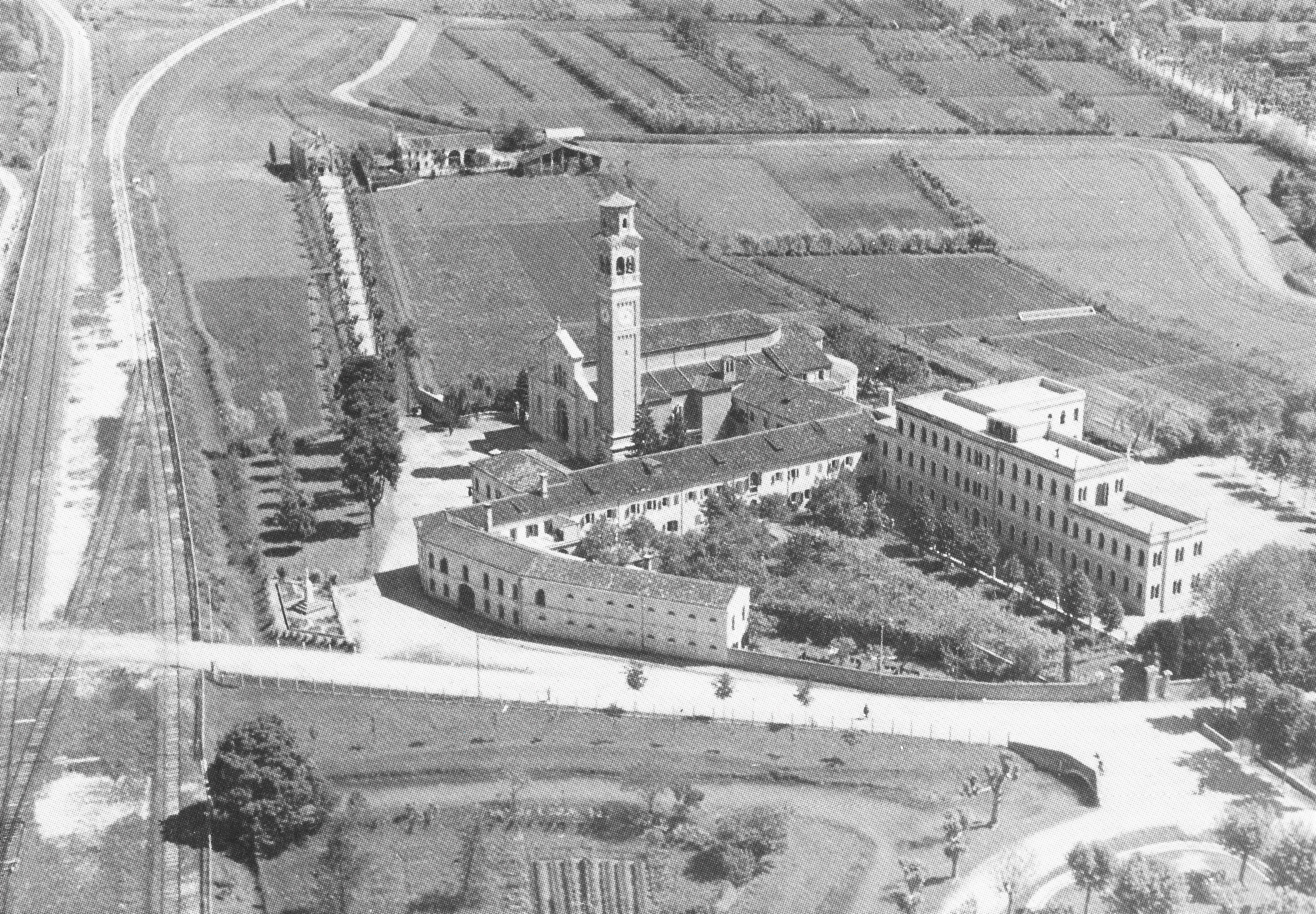
Area Santuari Antoniani - 1931. Nei pressi del Santuario del Noce si nota la casa colonica antecedente alla costruzione del monastero.

L'edificio verrà realizzato sull'area occupata da una casa colonica, che venne costruita nel 1901 riutilizzando materiale proveniente dalla demolizione del corpo dell'edificio che separava i due vecchi chiostri del convento. La casa era dedicata ad ospitare i mezzadri che coltivavano i terreni di proprietà dei religiosi adiacenti al convento.
La progettazione venne affidata all'architetto Danilo Negri di Padova.
Il lunedì di Pasqua, 30 marzo 1964 alle ore 16.00, ebbe luogo la benedizione della prima pietra del monastero. Il Ministro Provinciale, Giustino Carpin, posò la prima pietra del nuovo Monastero Sant'Antonio delle Clarisse.
Nel frattempo, mentre venivano costruiti i muri, gli incaricati e le incaricate si interessavano a comporre il gruppo iniziale di sorelle, che di lì a poco avrebbero iniziato la nuova fraternità.
Si individuarono, attraverso l'interessamento dell'allora Presidente Federale delle Clarisse Urbaniste d'Italia (associate ai Frati Minori Conventuali) M. Giacinta Fagorzi, 12 suore disponibili: otto del Monastero di San Fabiano in Rieti (monastero decadente di cui le monache non erano più in grado di provvedere alle spese di restauro), e quattro sorelle di altri monasteri della Federazione (Tuscania, San Miniato, Spello e Montalto Marche).
Le otto sorelle del monastero di Rieti dovettero chiedere alla Sacra Congregazione di poter trasferirsi nel monastero di Camposampiero e con un decreto del 30 giugno 1967 la Santa Sede accettò il trasferimento.
Ci vollero tre anni e mezzo per costruire l'edificio e renderlo accogliente per le clarisse. 
Il 19 novembre 1967 giunse da Roma il cardinale Amleto Cicognani, segretario di Stato e delegato del Papa per l'inaugurazione. Erano presenti anche il Ministro generale dei Minori Conventuali Basilio Heiser e il Ministro Provinciale Vitale Bommarco, accompagnato dal Ministro Provinciale Giustino Carpin, e numerosi fedeli.
Il cardinale Cicognani benedisse la casa all'esterno, tagliò il nastro e diede la solenne benedizione.
Il 15 febbraio 1969, su richiesta dei Frati della Provincia Patavina e delle stesse monache, il monastero venne dedicato anche alla Beata Elena, oltre che a Sant'Antonio, cosicché, con indulto della Santa Sede la nuova denominazione sarà: "Monastero di Sant'Antonio e Beata Elena Enselmini".
All'inizio degli anni novanta il monastero contava 18 fra monache e aspiranti.
Nel 2019 il monastero ospitava quattordici sorelle con età fra i 30 e i quasi 90 anni.

## Monastero

### Progettazione
La progettazione del Monastero venne affidata all'architetto Danilo Negri.
Lo stesso professionista e il padre segretario provinciale dell'epoca si recarono dalle monache clarisse del Monastero di S. Miniato a Pisa, che sarebbero venute ad abitarlo, per consultarle in merito. Dopo accurate ricerche e studi su altri monasteri dell'epoca, l'architetto Negri diede inizio al progetto.

### Posizione
Il monastero è ubicato in un'ampia zona delimitata ad ovest dalla nuova diramazione di Via Fabris e dalla ferrovia Castelfranco-Padova, a nord dal fiume Muson Vecchio, ad est e a sud dal verde della campagna di proprietà dei frati dell'attiguo convento.

## Descrizione

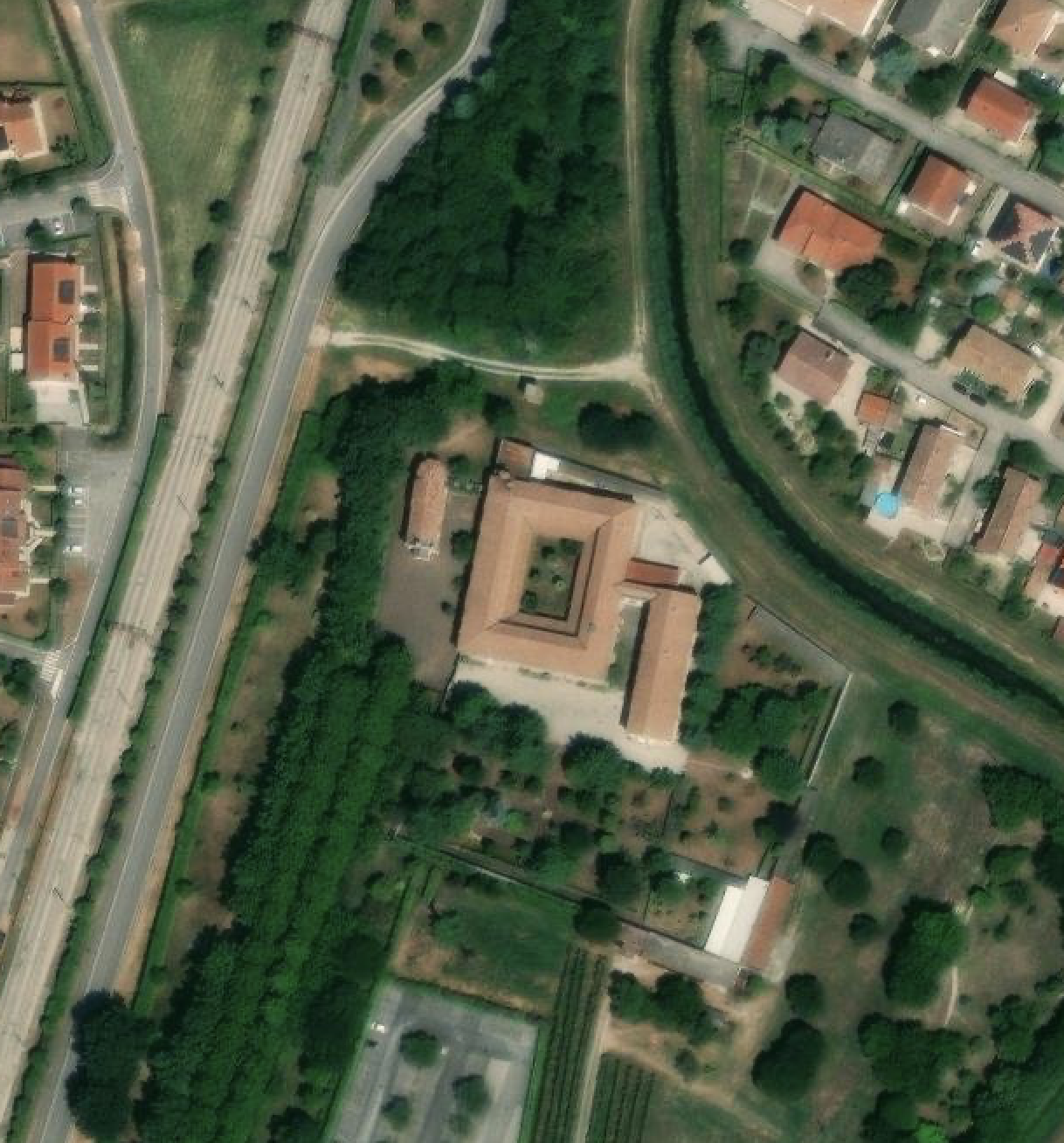
Veduta aerea: (da sinistra a destra) Santuario del Noce, Monastero delle Clarisse con edificio claustrato ed edificio degli alloggi della monache

La costruzione è lineare e semplice, i materiali impiegati sono poveri e rispondono alle caratteristiche di praticità, di conservazione e facile manutenzione.
Un'alta cinta di mura sostenuta da lesene e calcestruzzo, racchiude l'insieme proteggendo l'intimità e la clausura.
Il complesso è composto da due edifici comunicanti.
L'edificio più grande, posto ad Ovest, è costituito da una corte claustrata, disposta su due piani, con giardino interno.
In questa struttura trovano posto al pianterreno:
- i parlatoi
- ambienti di accoglienza
- ambienti comunitari di lavoro
- le cucine,
- il refettorio
- alcuni locali di servizio.

Al primo piano sono situati:
- ambienti ad uso foresteria
- una cappellina
- la biblioteca
- locali accessori
- alcune stanze della monache

Questo edificio è collegato tramite un passaggio seminterrato alla chiesetta del Noce.
Alle monache è stata riservata la parte dell'abside della chiesetta dove è collocato il coro.
La seconda costruzione, più piccola è posta ad Est.
L'edificio è di forma rettangolare, disposto su due piani ed ospita le stanze individuali delle monache. 
Presenta la medesima struttura in entrambi i piani: un corridoio centrale che la percorre per tutta la sua lunghezza alla quale sono collegate le stanze.
Questo edificio è collegato a quello principale per mezzo di un passaggio coperto su entrambi i piani.